# فرسان وكهنة (رواية)
فرسان وكهنة عبارة عن رواية من تأليف الروائي السعودي منذر القباني صدرت عن الدار العربية للعلوم في 2012  تصدرت قائمة الكتب الأكثر مبيعا بعد أول أسبوع من نشرها .
رواية فرسان وكهنة هي الجزء الأول من سلسلة ثلاثية لمنذر القباني ، وتعتبر من الروايات القليلة التي تظهر دور الأدب في التاريخ .